# Cardiochiles semenowi
Cardiochiles semenowi är en stekelart som beskrevs av Kokujev 1895. Cardiochiles semenowi ingår i släktet Cardiochiles och familjen bracksteklar. Inga underarter finns listade.